# Sextuor à cordes no 1 de Brahms
Pour les articles homonymes, voir Sextuor à cordes (homonymie).
Le Sextuor à cordes no 1 en si bémol majeur opus 18 est un sextuor pour deux violons, deux altos et deux violoncelles de Johannes Brahms. Il est achevé en septembre 1860 à Ham près de Hambourg. Surnommé Frühlingssextett « Sextuor du printemps », il fut donné en première audition avec succès le 20 octobre 1860 à Hanovre et rejoué le 27 novembre à Leipzig. L'ouvrage est publié en 1861 aux éditions N. Simrock. Le compositeur, l'année suivante, réalise une version pour piano à quatre mains chez le même éditeur. Il publie également un Thème et variations en ré mineur op. 18b qui reprend le deuxième mouvement de son sextuor.

## Structure de l'œuvre
1. Allegro ma non troppo (en si bémol majeur, à 
)
2. Andante ma moderato (en ré mineur, à 
)
3. Scherzo: Allegro molto (en fa majeur, à 
)
4. Poco allegretto e grazioso (en si bémol majeur, à 
)

- Durée d'exécution : environ trente quatre minutes.

## Postérité
Les deux premiers mouvements du sextuor sont utilisés comme musique pour le film de Louis Malle Les Amants (1958).